# ジュゼッペ・ボニート
ジュゼッペ・ボニート（Giuseppe Bonito、1707年11月1日 - 1789年5月19日）はイタリアの画家である。ロココ様式の時代の画家で、主にナポリで働いた。

## 略歴
ナポリから25㎞程離れたカステッランマーレ・ディ・スタービアで生まれた。1730年ころにはナポリで繁栄していたフランチェスコ・ソリメーナ(1657-1747)とその一族の工房で働いていた。ソリメーナの工房の画家にはフランチェスコ・デ・ムーラ(1696-1782)やコッラード・ジアキント(1703-1766)がいて、ナポリのサンタキアラ教会(Chiesa di Santa Chiara)の装飾画をデ・ムーラとともに描くなど宗教画も描いた。
1734年にナポリを占領したスペイン・ブルボン朝のカルロ7世（スペイン王、カルロス3世）の宮廷で1736年から働き、ナポリの重要な画家になった。1740年代の初めに描いた、トルコ大使の肖像画や、カルロ7世、王妃マリア・アマリア・フォン・ザクセンの肖像画は現在プラド美術館に収蔵されている。カゼルタ宮殿のカルロ7世の子供たちの肖像画も残した。
1751年にナポリ王の宮廷画家に任命され、1752年にローマのアカデミア・ディ・サン・ルカのメンバーになった。1755年にナポリに新たに設立された美術アカデミー(Accademia di Belle Arti)の会長になり、王立タペストリー工場の所長も務めた。
その頃、流行した風俗画も描いたが、同じくソリメーナの工房で修行したガスパーレ・トラヴェルシ(1722/1723-1770)の作品と混同されることもあった。
弟子にはElia Interguglielmi(1746–1835)がいる。

## 作品

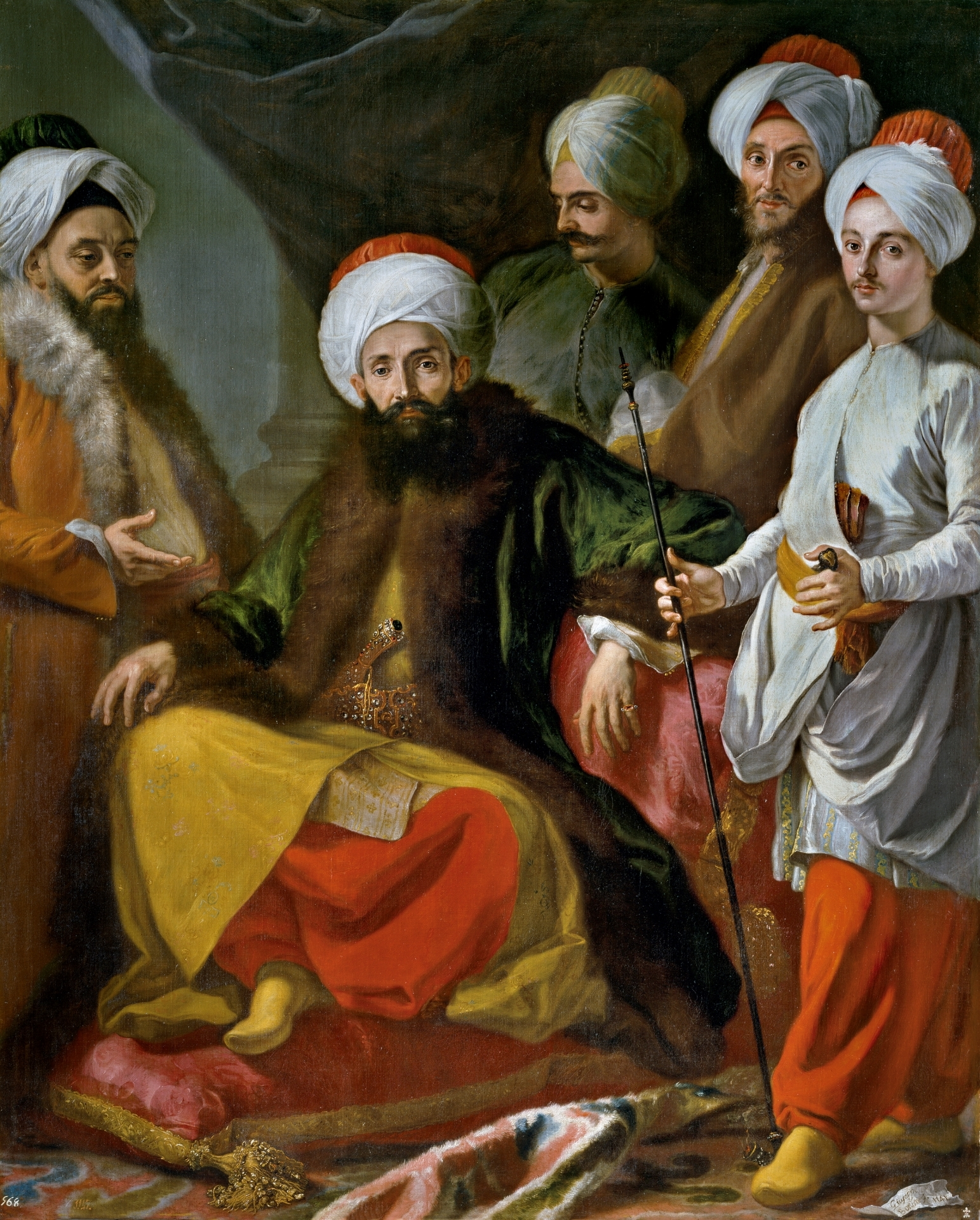
ナポリのトルコ大使(1741) プラド美術館 蔵
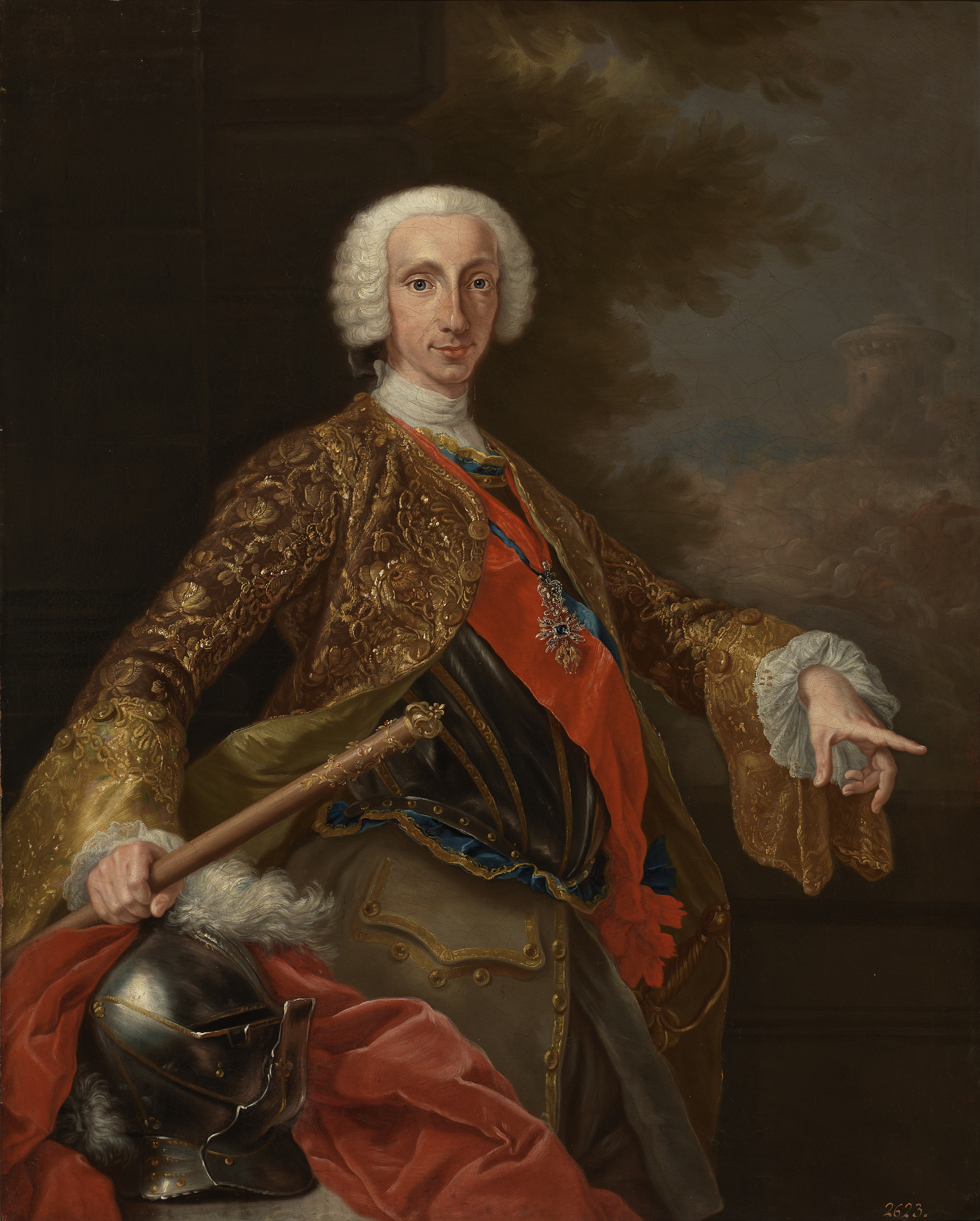
カルロス3世 (スペイン王)(c.1745) プラド美術館 蔵
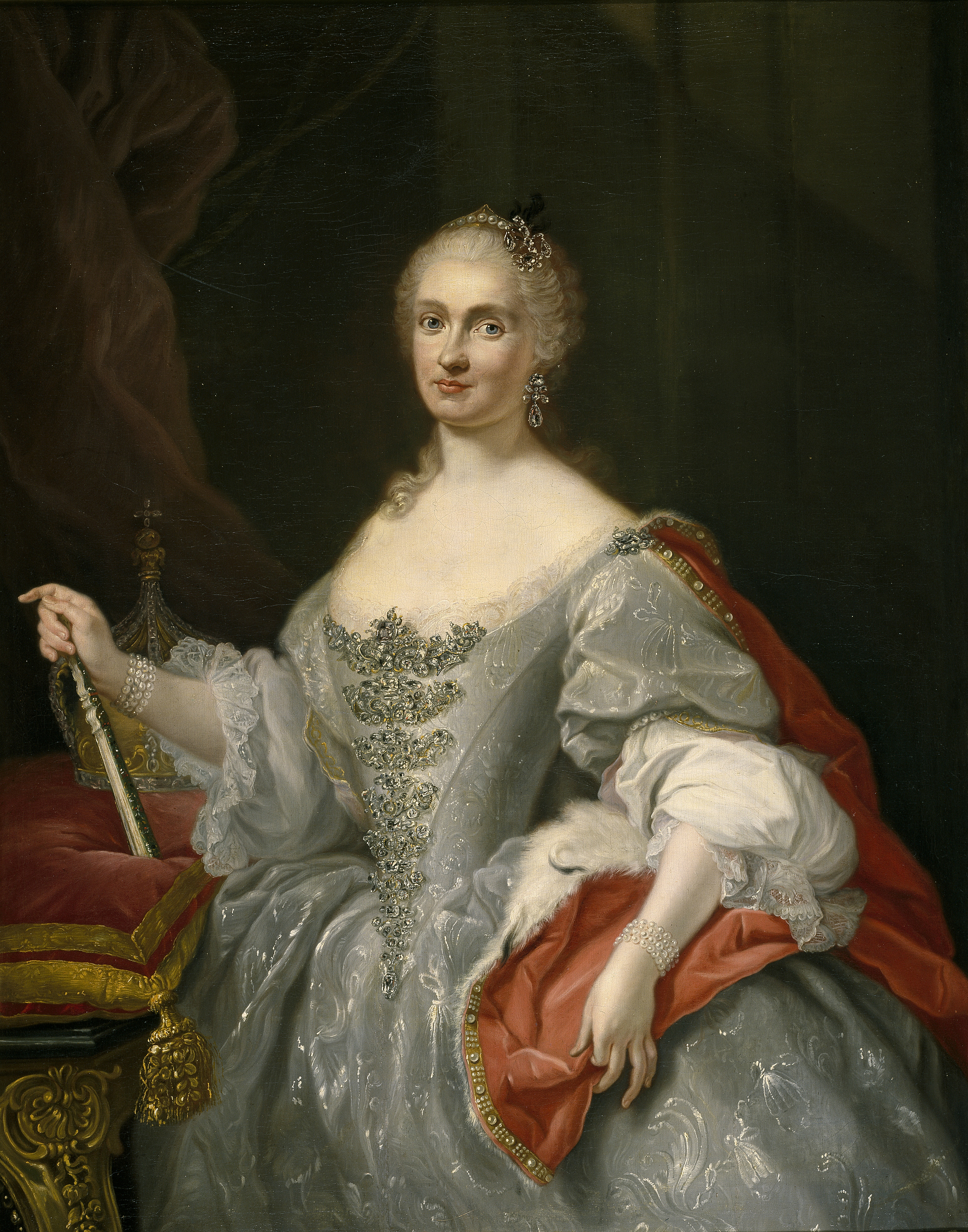
マリア・アマリア・フォン・ザクセン(c.1745) プラド美術館 蔵
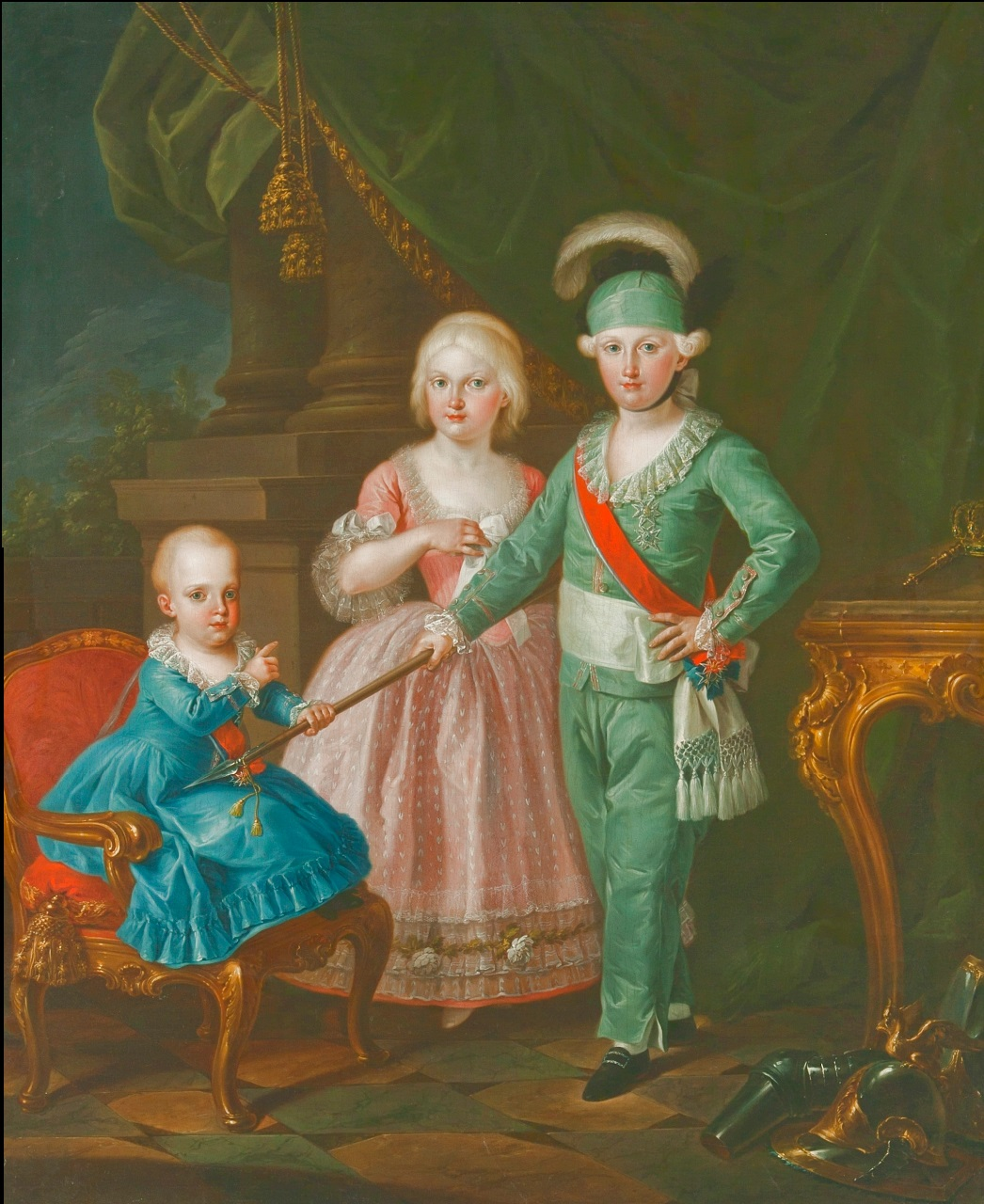
カルロス3世の子供たち カゼルタ宮殿 蔵

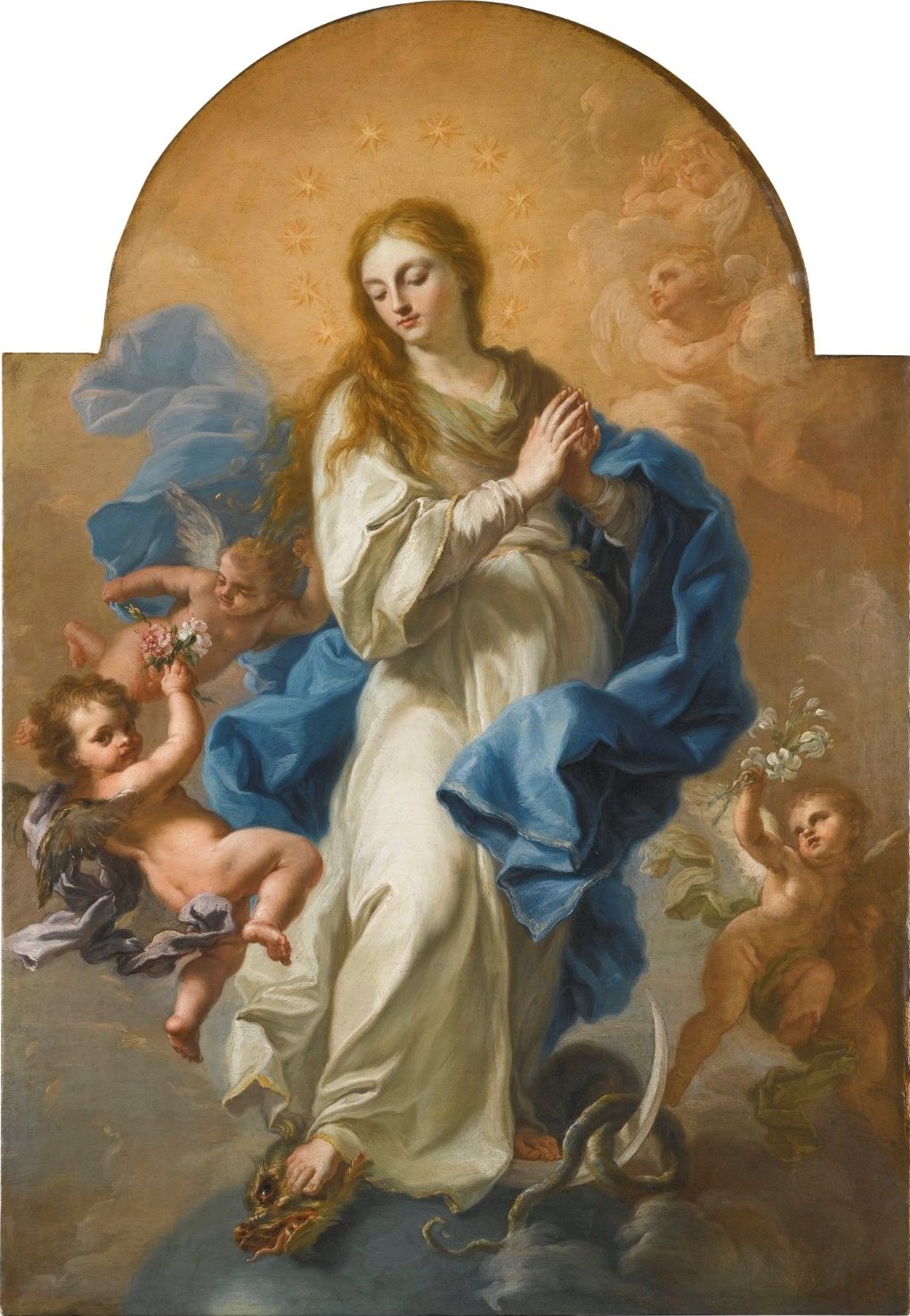
宗教画
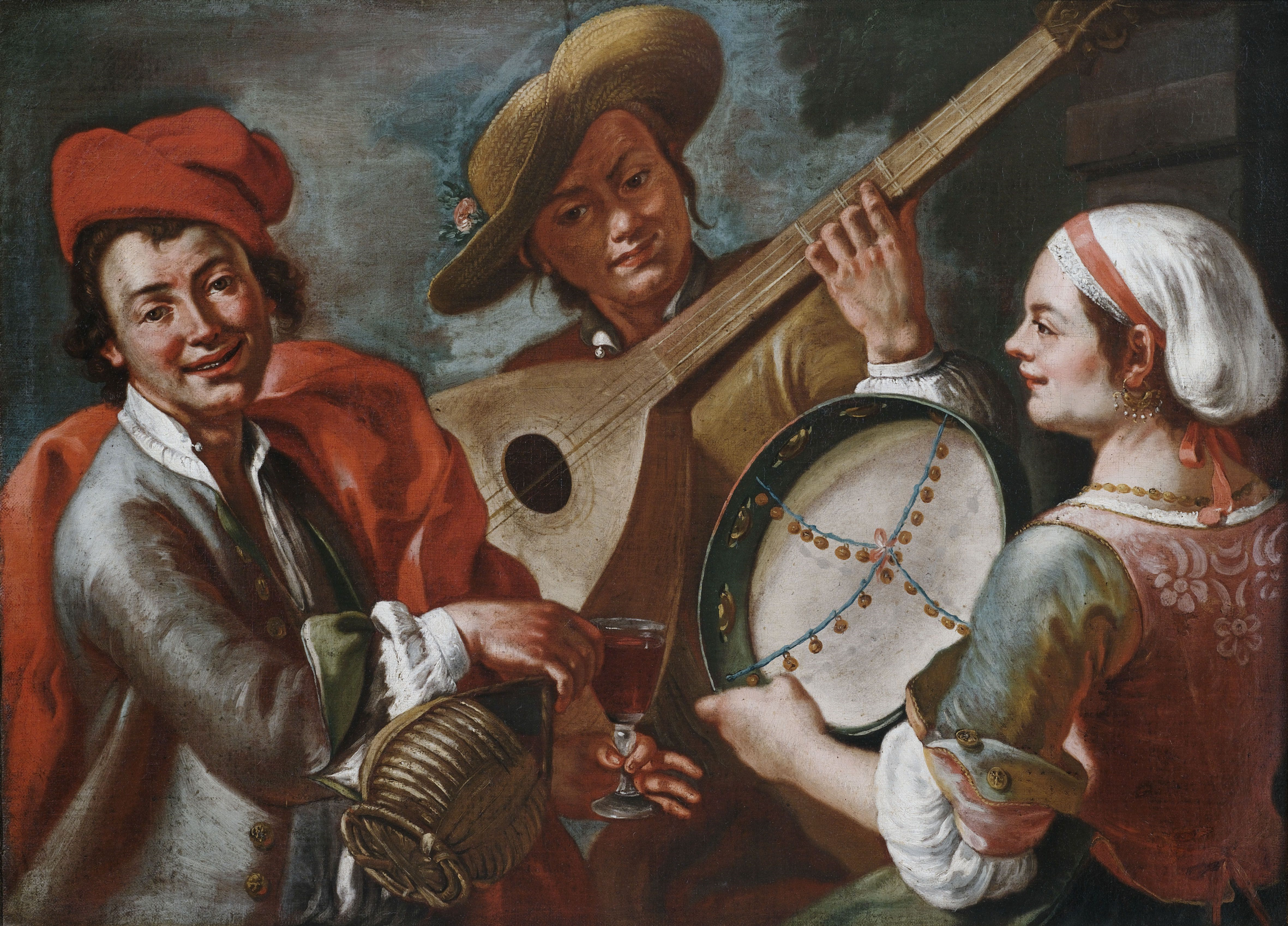
楽団
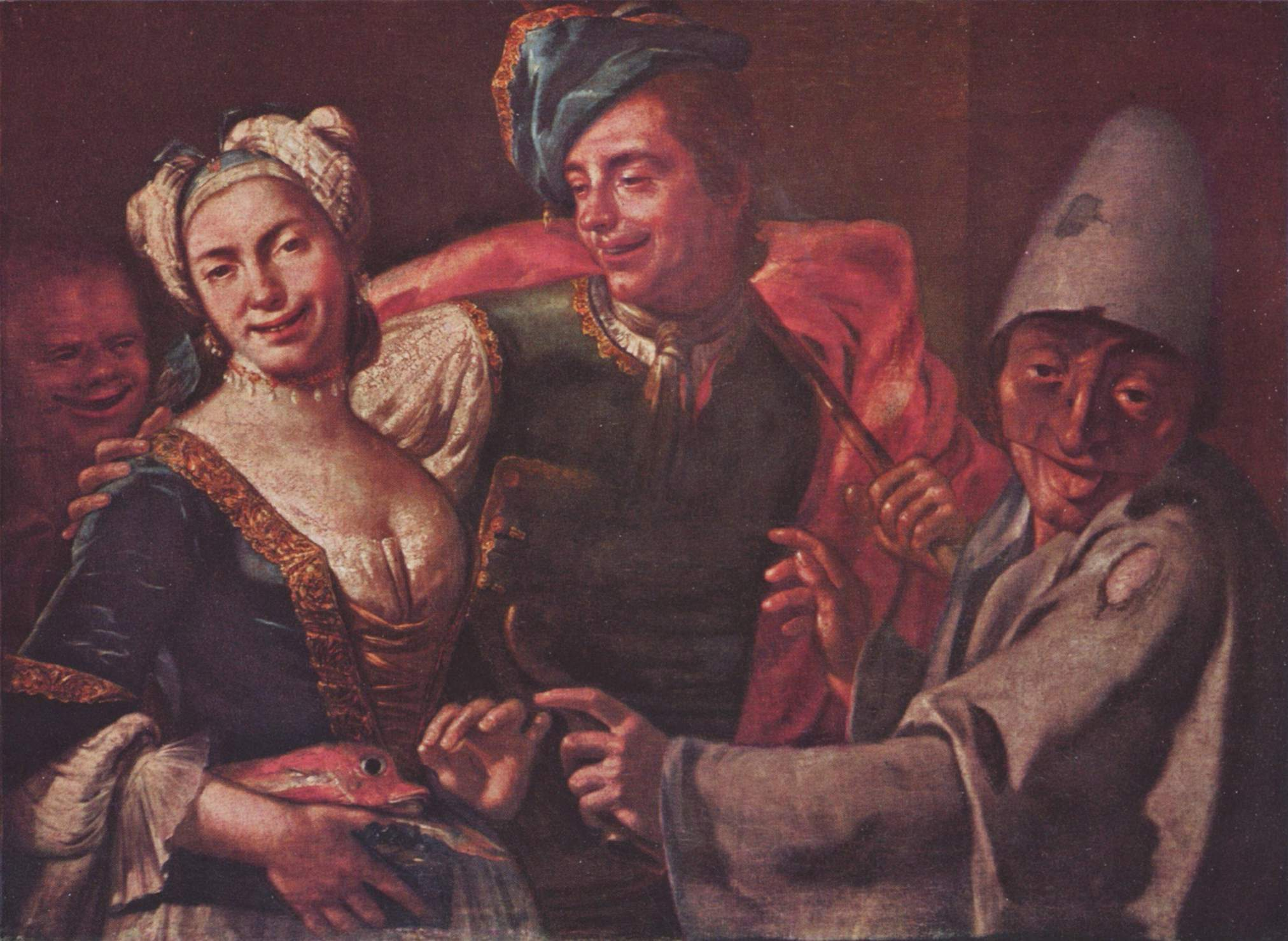
風俗画 カポディモンテ美術館 蔵